# أعمال عنف في ولاية راخين 2012
أعمال العنف في ولاية راخين 2012 هي سلسلة من نزاعات مستمرة بين عرقيتي الراخين ومسلمي الروهنجيا شمال ولاية أراكان، ميانمار. وجاءت أعمال الشغب بعد اسابيع من الخلافات الطائفية التي أدانها معظم اتباع الطائفتين. ولا يعرف بالضبط ماهو السبب المباشر لتلك الأحداث، وإن اعتبر العديد من المعلقين ان قتل الراخين لعشرة من المسلمين البورميين بعد اغتصاب وقتل امرأة راخينية هو السبب الرئيسي لتلك الأحداث. وقد فرضت الحكومة حظر للتجوال ونشرت قواتها في المناطق المضطربة. وأعلنت الطوارئ في أراكان بحيث سمح للجيش بالمشاركة في إدارة المنطقة. وخرج حوالي 90 ألفا نازح جراء العنف واحرق 2,528 مسكنا، منها 1336 للروهينجا و1,192 للراخين. واتهم الجيش البورمي والشرطة في القيام بدور رئيسي في استهداف الروهينجا من خلال الاعتقالات الجماعية والتعسف في العنف.
وقد أثنت الولايات المتحدة والاتحاد الأوروبي على استجابة الحكومة إلا أن منظمة العفو الدولية وغيرها من جماعات حقوق الإنسان قد انتقدوها، حيث اشاروا إلى أن الروهينجا يفرون من اعتقالات الحكومة البورمية التعسفية، وبأنهم يواجهون تمييزا منظما من الحكومة على مدى عقود. وقد رفضت المفوضية العليا للأمم المتحدة لشؤون اللاجئين وعدة جماعات لحقوق الإنسان اقتراح الرئيس ثين سين في إعادة توطين الروهينجا خارج بورما. وانتقدت منظمات الإغاثة حكومة ميانمار بأنها تخلق أزمة إنسانية للروهينغيا، وذلك بالمعاملة السيئة لهم وبعزلهم في مخيمات وأنها تمنع وصول المساعدات الإنسانية وأنها أيضا تقبض على عمال الإغاثة.

## البداية
تحدث اشتباكات طائفية في ولاية راخين من حين لآخر، وأكثر النزاعات تكون بين الغالبية الراخين البوذية ومسلمي الروهنجيا أكبر الأقليات الذين صنفتهم الحكومة البورمية بأنهم «مهاجرين» إلى بورما، وبالتالي فهم ليسوا مؤهلين للحصول على الجنسية. ويقول بعض المؤرخين أن تلك الطائفة يعود عهدها إلى عصور غابرة بينما قال آخرون انها ظهرت في القرن 19. ووفقا للأمم المتحدة فإن الروهينغا هي أشد الأقليات تعرضا للإضطهاد في العالم. حيث قال إلين بيرسون نائب المدير التنفيذي للقسم الآسيوي في منظمة مراقبة حقوق الإنسان:"كل تلك السنوات من الانتهاكات والتمييز والإهمال تنفجر كفقاعة عند وقوع حدث ما، وهذا ما نراه الآن."
تقول إحدى الفرضيات أنه في ليلة 28 مايو قامت مجموعة من ثلاثة مسلمين باختطاف امرأة راخينية واغتصبوها ثم قتلوها بالقرب من قرية كايوت ني ماو. وقد قامت الشرطة باعتقال المشتبه بهم وارسلتهم سجن المدينة حسب الفرضية. وفي 4 مايو هاجمت مجموعة من الغوغاء حافلة في مدينة توانغاب معتقدين خطأ ان الشبان القتلة كانوا فيها. وقد قتل عشرة من المسلمين في هذا الهجوم الانتقامي، مما أثار موجة احتجاجات من المسلمين البورميين في العاصمة التجارية يانجون. فاضطرت الحكومة للاستجابة من خلال تعيين وزير وقائد شرطة كبير لرئاسة لجنة التحقيق. وأمرت اللجنة بمعرفة «مسببي ومحرضي على وقوع هذا الحادث»، وطالبت باتخاذ الإجراءات القانونية حيالهم. وعلى خلفية مقتل المسلمين العشرة فقد تم القبض على 30 شخصا إلى يوم 2 يوليو.

## أعمال العنف
انتشرت أعمال عنف متعددة بين كلا من الراخين والروهينجيا على مجتمع الطرف الآخر، بما فيها تدمير الممتلكات.
الدين في بورما (ميانمار) (بيو 2010)

### 8 يونيو: بداية الهجمات
أشعل حشد كبير من الروهينجيا النار في عدة منازل بقرية بوهما التابعة لمنطقة موانغداو الساعة 3:50 مساء مع أن التدابير الأمنية كانت مشددة. وتضررت أيضا خطوط الهاتف. وعند المساء ذكر ضابط رفيع المستوى واسمه همو زاو أن قوات الأمن قامت بحماية 14 قرية محترقة في منطقة موانغداو. وعند الساعة 5:30 سمح للقوات باستخدام القوة المميتة لكنهم أطلقوا طلقات تحذيرية وفقا للوسائل الاعلام المحلية. وقد اعلنت السلطات بعد ذلك بوقت قصير أن الوضع استقر في ناحية موانغداو. إلا انه قد اشعلت النار في ثلاث قرى من موانغداو الجنوبية من مساء ذلك اليوم. ففرضت الحكومة في موانغداو حظر تجول في الساعة 9 حيث منعت أي تجمع لأكثر من خمسة أشخاص في مكان عام. ثم بعدها بساعة أحاط مثيرو الشغب مركزا للشرطة في قرية خياي ميينغ، فأطلقت الشرطة طلقات تحذيرية لتفريقهم. إلا ان الجيش قد اتخذ مواقعه في الساعة العاشرة في موانغداو. فتأكد مقتل خمسة اشخاص وذلك يوم 8 يونيو.

### 9 يونيو: انتشار أعمال العنف
في صباح يوم 9 يونيو وصلت 5 كتائب عسكرية لتعزيز قوات الأمن الموجودة. وحسب التقارير الحكومية فإن الحكومة قد اتمت بناء مخيمات للاجئين الذين تعرضت منازلهم للحرق، كما ان وزارتي الإغاثة وإعادة التوطين ووزارة الدفاع قد وزعتا 3.3 طن من التموين و2 طن ملابس على التوالي.
ومع ان هناك زيادة في قوات الأمن إلا أن أعمال الشغب استمرت بلا هوادة. ومنعت قوات الأمن دون انجاح محاولات مثيري الشغب في اشعال 5 أحياء في موانغداو. ومع ذلك واصل القرويين الراخين نزوحهم من بلدة بوثيداونغ إلى مخيمات اللاجئين بعد تدمير منازلهم. وبعدها اتخذ الجنود مواقعهم وقامت شرطة مكافحة الشغب بدوريات في البلدة. فسار المتظاهرون إلى سيتوي حيث أحرقوا ثلاثة منازل في حي منغان. وذكر تقرير رسمي أنه قتل ما لا يقل عن 7 أشخاص ونزل واحد و17 محلا ودمرت أكثر من 494 منزلا وذلك يوم 9 يونيو.

### 10 يونيو: اعلان حالة الطوارئ
أعلنت حالة الطوارئ في جميع أنحاء ولاية راخين يوم 10 يونيو. وقد فرضت تلك الحالة حسب مانقله تلفزيون الدولة من أجل استعادة القانون والنظام فيها بأسرع ما يمكن. وأضاف الرئيس ثين سين إن العنف الطائفي في غرب البلاد يمكن ان يعرض تحول ميانمار للديمقراطية للخطر إذا انتشر بشكل أكبر. وقد دفعت الحكومة بالأحكام العرفية وأعطت السيطرة الإدارية للمنطقة إلى العسكر. وقد انتقدت هيومن رايتس ووتش تلك الخطوة التي اتهمت الحكومة بهيمنة العسكر الذي لديه سوابق تاريخية في التعامل بوحشية مع الناس في تلك المنطقة.
ووفقا للأهالي الروهينجيين فإنه في 10 يونيو "قتلت فتاة عمرها 12 عاما حتى الموت كانت ذاهبة كعادتها للتسوق على يد الشرطة". بعض عناصر من عرقية الراخين أحرقوا منازل في قرية بوهمو انتقاما لتلك الأحداث. وقد وصل عدد النازحين لمخيمات اللاجئين أكثر من 5,000 شخص حتى يوم 10 يونيو. وقد فر العديد من النزحين إلى سيتوى هربا من أعمال العنف، وغالبيتهم من الموظفين المحليين.

### 11 يونيو
تمكنت شرطة مكافحة الشغب من السيطرة على العنف يوم 11 يونيو. وساد التوتر الولاية يوم 11 يونيو بعد أن أحرقت حشود من المسلمين والبوذيين المتناحرين المنازل وأطلقت الشرطة النار في الهواء. وفر مسلمون بالقوارب إلى بنغلاديش المجاورة. وبدأت في تلك الأثناء الأمم المتحدة بنقل جميع موظفيها غير الاساسيين وعائلاتهم من منطقة النزاع. وقال المتحدث بإسمها أنها اقدمت على تلك الخطوة بسبب حالة الطوارئ و«الاضطرابات الخطيرة» في المنطقة. وطلبت دعم الحكومة لضمان سلامة موظفيها عند نقلهم من موانغداو بوثيداونغ وسيتوي، وقال ان منشآتها لم تتعرض لأي هجوم. ونقل 44 موظفا وعائلاتهم طواعية إلى رانغون. من جهتها قالت وكالة أسوشيتد برس إن الشرطة أطلقت النار في الهواء لتفريق مجموعة من المسلمين الذين كانوا يحرقون المنازل في أحد الأحياء التابعة للبوذيين في مدينة سيتوي. وقالت وسائل إعلام رسمية إن ثمانية أشخاص على الأقل قتلوا وأصيب آخرون في مدينة مونغدو، في حين أحصى مراسل لأسوشيتد برس أربع جثث في سيتوي. ولكن الكثيرين يعتقدون أن الرقم الحقيقي أعلى بكثير من ذلك الرقم. ووفقا لمسؤول: فإن "الوضع يمكن أن يزداد سوءا بسبب قلة أعداد رجال الأمن، وليس هناك وجود لأفراد الأمن في المناطق المهمة." استمرار أعمال العنف يهدد بتعطيل الديموقراطية الهشة في بورما حسب ماقاله كلا من الرئيس ثين سين والأجانب.

### 12–14 يونيو
في 12 يونيو تم احراق العديد من المباني في سيتوي كما نزح العديد من السكان من جميع أنحاء ولاية راخين. وذكرت وسائل الإعلام الرسمية أن ما لا يقل عن 500 منزل ومبانٍ أخرى أُحرقت أثناء أعمال العنف. وقال أحد السكان الراخين المحليين «يتصاعد الدخان من اماكن عديدة ونحن خائفون». «يجب على الحكومة في إرسال المزيد من الأمن لحماية [شعبنا]». وقال مسؤول حكومي لم يذكر اسمه ان عدد القتلى وصل 25 قتيلا.
عدل رقم الضحايا رسميا إلى 21 في يوم 13 يونيو. وزار آشوك نغام المنسق المقيم للأمم المتحدة في مدينة يانغون المنطقة المتضررة من أعمال الشغب. وقال «نحن هنا لمراقبة وتقييم كيف يمكننا الاستمرار في تقديم الدعم إلى راخين»، وذكر المبعوث فيما بعد أن الجيش استعاد النظام في المنطقة.
استمرت السلطات البنغلاديشية في تلك الفترة في منعها دخول اللاجئين، حيث منعت 140 شخصا من دخول البلاد. وتم إرجاع حتى الآن حوالي 15 قاربا و1500 لاجئ. وقال ديبو موني وزير خارجية بنغلاديش في مؤتمر صحفي في العاصمة داكا: أنه لم يكن في مصلحة بنغلاديش قبول أي لاجئ لأن موارد هذا البلد الفقير منهكة بالفعل، ودعت الأمم المتحدة بنغلاديش إلى إعادة النظر في الموضوع.
وبدا الوضع في 14 يونيو يتجه إلى الهدوء، وعدلت أرقام الضحايا إلى 29 قتيل - 16 مسلم و13 بوذي. وأقرت الحكومة بتدمير 2500 منزل ونزوح 30,000 شخص بسبب العنف. واقيم سبعة وثلاثين مخيما للاجئين في أنحاء ولاية راخين. وحذرت زعيمة المعارضة أون سان سو تشي من ان العنف سوف يستمر مالم يطبق القانون باكمله.

### 28-15 يونيو
وفي يوم 28 يونيو ارتفعت أرقام الضحايا إلى 80 قتيلا وشرد مالايقل عن 90 ألف شخص حيث نقلوا إلى مخيمات مؤقتة حسب المصادر الحكومية. وعبر مئات من الروهينغيا حدود بنغلاديش هربا من أعمال العنف، إلا أن العديد منهم قد اجبر على العودة من حيث أتى.
وصرح تون خين رئيس منظمة روهينغيا بورما في المملكة المتحدة أنه إلى يوم 28 يونيو فقد قتل 650 من الروهينغيا واعتبر 1200 من المفقودين وتشرد أكثر من 80 ألف. واتهم الجيش والشرطة البورمية بأنهم لعبوا دورا اساسيا في استهداف الروهينجيا خلال الاعتقالات الجماعية والإفراط في العنف.
وقال الفارين إلى بنغلاديش من الروهينجيا أن الجيش البورمي والشرطة تطلق النار بالبنادق على الجماعات القروية. وأنهم يخشون العودة إلى بورما بعدما رفضتهم بنجلاديش لاجئين عندها طلبت منهم العودة إلى ديارهم. وذكرت مصادر أنها تلقت من الفارين صور ومقاطع فيديو لعمليات قتل وحشية للروهينجا. ولشدة العنف يخاف الصحافيين الذهاب إلى المنطقة ولم تسمح الشرطة المحلية ولا الجيش للعاملين في المجال الإنساني من دخول منطقة.

## ردود الفعل

### محلية
- الرابطة القومية من اجل الديمقراطية – NLD ناشدت مثيرى الشغب بالتوقف.[36]
- مجموعة طلبة جيل 88 – قال قادة تلك المجموعة أن أعمال العنف هي من أعمال الإرهاب وانها لا تتبع لأي دين سواء الإسلام أو البوذية أو أي دين آخر.[37]
- جمعية مسلمي كل ميانمار – وهي أكبر جمعية إسلامية في ميانمار قد أدانت «ترهيب وتدمير حياة وممتلكات الأبرياء»، معلنة أنه "يجب محاسبة مرتكبيها حسب القانون[38][39]".
- يعتقد بعض المحللين المحليين بأن تلك النزاعات واعمال الشغب كانت بتحريض من الجيش وذلك بهدف إحراج أونغ سان سو كي خلال جولتها الأوروبية ولتأكيد سلطتهم، أو لصرف الانتباه عن النزاعات الأخرى[الإنجليزية] مع الأقليات العرقية في جميع أنحاء الدولة.[40]
- أعلن الرئيس ثين سين في أغسطس 2012 عن إنشاء لجنة من 27 عضوا للتحقيق في أعمال العنف. وقال إن اللجنة تضم أعضاء من مختلف الأحزاب السياسية والمنظمات الدينية.[41]

### دولية
- بنغلاديش - التي تحد بورما قد رفعت من حالة التأهب الأمني نتيجة لأعمال العنف. وقد ابعد حرس السواحل عدة قوارب للاجئين.[15]
- إيران - أدان أعضاء في المجتمع الإيراني الهجمات ودعوا الدول الإسلامية الأخرى إلى اتخاذ «موقف حازم» ضد العنف. وقد حدثت عدة احتجاجات في إيران.[42]
- باكستان - قال الناطق باسم الخارجية الباكستانية معظم علي خان:«نحن قلقون على الوضع، ولكن هناك تقارير تفيد بتحسن الوضع هناك.» وأضاف بأن باكستان تتمنى من السلطات البورمية ان تمارس الخطوات اللازمة لإستعادة الأوضاع إلى ماكانت عليه بالسابق[43] وظهرت احتجاجات ضد الشغب المناهض للمسلمين من مختلف المنظمات والأحزاب السياسية في باكستان، التي دعت الحكومة ومنظمة التعاون الإسلامي والأمم المتحدة ومنظمات حقوق الإنسان ليطلعوا على عمليات القتل ومسائلة ميانمار على ذلك.[44][45]
- السعودية - قال مجلس الوزراء السعودي أنه «يدين حملة التطهير العرقي والهجمات الوحشية ضد مواطني ميانمار من الروهينغيا المسلمين»، وحث المجتمع الدولي لحماية «مسلمي ميانمار».[46] وقد امر الملك عبد الله بصرف 50 مليون دولار مساعدات ترسل إلى الروهينغيا.[47]
- الولايات المتحدة - دعت وزيرة الخارجية الأمريكية هيلاري كلينتون «جميع الأطراف بممارسة ضبط النفس» معربة عن قلقها الشديد حيال الأوضاع الراهنة.[48][49]
- المملكة المتحدة - قال الوزير بوزارة الخارجية جيريمي براون للصحفيين انه كان «قلق جدا» من الوضع وأن المملكة المتحدة وبلدان أخرى ستواصل مراقبة التطورات عن كثب.[50]
- الاتحاد الأوروبي – رفع الاتحاد الأوروبي في وقت سابق من 2012 بعض العقوبات الاقتصادية والسياسية على ميانمار. ثم بدأ دبلوماسيو الاتحاد الإوروبي في 22 يوليو بمراقبة الوضع في البلاد وعلى اتصال مع مسؤوليها.[51]
- منظمة التعاون الإسلامي - أدان اجتماع لمنظمة التعاون الإسلامي في 15 أغسطس سلطات ميانمار ل«العنف» ضد الروهينجا، وحرمان تلك القومية من المواطنة، وتعهد بعرض القضية في الجمعية العامة للأمم المتحدة.[52]